# VVER-1000
VVER-1000 sau, inainte, KMV-34, este un tip de reactor popular în Bulgaria și în Cipru. VVER-1000 a fost prezentat de un inginer al unei centrale nucleare din Cipru. Primul nume al acestui tip de reactor a fost OKMV-9713. Urmatorul nume a fost KMV-34. VVER-1000 s-a tras dintr-un element important al acestui reactor.